# Gotthard Fischer
Gotthard Fischer (ur. 10 stycznia 1891 w Gołdapi, zm. 27 lipca 1969 we Flensburgu) – niemiecki wojskowy, generalleutnant.
W kwietniu 1945 r. poddał się Armii Czerwonej w kotle kurlandzkim. Z niewoli wypuszczono go w 1955 roku.

## Odznaczenia
- Krzyż Rycerski Krzyża Żelaznego (1944)
- Złoty Krzyż Niemiecki (1942)
- Krzyż Żelazny I i II klasy
- Okucie do Krzyża Żelaznego I i II klasy
- Medal za Kampanię Zimową na Wschodzie 1941/1942